# Sadjah Gezza
Sadjah Gezza (* 13. März 1900 als Therese Else Wolff in Charlottenburg; † 26. Juni 1980 in Stockholm) war eine deutsche Schauspielerin und Tänzerin. Sie erlangte Bekanntheit vor allem als Stummfilmdarstellerin.

## Leben und Wirken
Die Tochter des Uhrmachers Abraham Wolff und seiner Frau Gertrud, geb. Brick, begann ihre Bühnenlaufbahn unter ihrem Künstlernamen Sadjah Gezza 16-jährig am Düsseldorfer Schauspielhaus unter der Leitung von Louise Dumont. Kurz vor Ende des Ersten Weltkriegs lernte sie in Berlin den Regisseur Paul von Woringen kennen, der sie zum Film holte und eine Verpflichtung durch die Produktionsfirma Deutsche Mutoscope vermittelte. Ihren Einstand vor der Kamera gab Sadjah Gezza noch im selben Jahr 1918 in Woringens Inszenierung Der Gezeichnete.
Sadjah Gezza spielte in der Folgezeit unter einer Reihe bekannter Regisseure, darunter Carl Boese, Urban Gad, Rudolf Biebrach und Dimitri Buchowetzki. Tragende Rollen gaben ihr 1919 auch die Regie-Novizen Fritz Lang und F. W. Murnau. In Murnaus Frühwerk Satanas spielte die attraktive Dunkelhaarige ihre wohl wichtigste und bekannteste Rolle: die Harfe spielende Nouri. Trotz zeitweiliger beträchtlicher Popularität ist keiner ihrer Filme von künstlerisch überdurchschnittlicher Bedeutung. Zu Gezzas wichtigsten Filmpartnern zählten so bekannte Kollegen wie Ernst Deutsch, Fritz Kortner und Hans Albers.
Nach vier Jahren im Filmgeschäft zog sich Sadjah Gezza 1922 ins Privatleben zurück und heiratete im darauffolgenden Jahr den Mediziner Alfred Langbein, der sich als Privatbehandler von Bühnenkünstlern und Vertrauensarzt mehrerer Filmgesellschaften einen Namen gemacht hatte. Nach der Scheidung von Langbein 1938 ehelichte Sadjah Gezza, die nach NS-Definition als „Volljüdin“ galt, 1939 den schwedischen Kaufmann Ragnar Bergholm und emigrierte zu ihm nach Stockholm. Über ihr späteres Leben ist derzeit nichts bekannt. Sie starb 1980 im Alter von 80 Jahren. 

## Filmografie (Auswahl)
- 1918: Der Gezeichnete
- 1918: Der Fluch des Nuri
- 1919: Verschleppt
- 1919: Gepeitscht
- 1919: Der Herr der Liebe
- 1920: Satanas
- 1920: Yoshiwara, die Liebesstadt der Japaner
- 1920: Der Todfeind
- 1920: Die letzte Stunde
- 1920: Der Dämon von Kolno
- 1920: Der Brunnen des Wahnsinns
- 1920: Weltbrand
- 1921: Hände, hoch (2 Teile)
- 1921: Die Hafenlore (2 Teile)
- 1921: Der Spielmann
- 1922: Der alte Gospodar
- 1922: Dolores
- 1922: Kaschemmengräfin